# أولاد بلعربي (مرس السكر)
أولاد بلعربي هو دُوَّار يقع بجماعة المجاطية أولاد الطالب، إقليم مديونة، جهة الدار البيضاء سطات في المملكة المغربية. ينتمي الدوّار لمشيخة مرس السكر التي تضم 4 دواوير. يقدر عدد سكانه بـ 1423 نسمة حسب الإحصاء الرسمي للسكان والسكنى لسنة 2004.

## روابط خارجية
- البوابة الوطنية للجماعات الترابية
- المندوبية السامية للتخطيط